# Kuurne-Bruxelles-Kuurne 2012
La 65e édition de la course cycliste belge Kuurne-Bruxelles-Kuurne a lieu le 26 février 2012.

## Présentation

### Équipes
Classé en catégorie 1.1 de l'UCI Europe Tour, Kuurne-Bruxelles-Kuurne est par conséquent ouvert aux UCI ProTeams dans la limite de 50 % des équipes participantes, aux équipes continentales professionnelles, aux équipes continentales et à des équipes nationales.
L'organisateur a communiqué la liste des équipes invitées le 4 janvier 2012. 25 équipes participent à ce Kuurne-Bruxelles-Kuurne : 11 ProTeams, 12 équipes continentales professionnelles et 2 équipes continentales :
| Nom de l'équipe         | Pays        | Code |
| ----------------------- | ----------- | ---- |
| AG2R La Mondiale        | France      | ALM  |
| BMC Racing              | États-Unis  | BMC  |
| FDJ-BigMat              | France      | FDJ  |
| Garmin-Barracuda        | États-Unis  | GRM  |
| GreenEDGE               | Australie   | GEC  |
| Katusha                 | Russie      | KAT  |
| Lotto-Belisol           | Belgique    | LTB  |
| Omega Pharma-Quick Step | Belgique    | OPQ  |
| Rabobank                | Pays-Bas    | RAB  |
| Sky                     | Royaume-Uni | SKY  |
| Vacansoleil-DCM         | Pays-Bas    | VCD  |

| Nom de l'équipe               | Pays        | Code |
| ----------------------------- | ----------- | ---- |
| Accent Jobs-Willems Veranda's | Belgique    | ACC  |
| Bretagne-Schuller             | France      | BSC  |
| Cofidis                       | France      | COF  |
| Europcar                      | France      | EUC  |
| Farnese Vini-Selle Italia     | Royaume-Uni | FAR  |
| Landbouwkrediet-Euphony       | Belgique    | LAN  |
| NetApp                        | Allemagne   | APP  |
| Project 1t4i                  | Pays-Bas    | PRO  |
| Saur-Sojasun                  | France      | SAU  |
| SpiderTech-C10                | Canada      | SP1  |
| Topsport Vlaanderen-Mercator  | Belgique    | TSV  |
| Type 1-Sanofi                 | États-Unis  | TT1  |

Équipes continentales
| Nom de l'équipe                    | Pays     | Code |
| ---------------------------------- | -------- | ---- |
| An Post-Sean Kelly                 | Belgique | SKT  |
| Wallonie Bruxelles-Crédit agricole | Belgique | WBC  |

## Classement final
|    | Coureur               | Pays        | Équipe                        |    | Temps           |
| -- | --------------------- | ----------- | ----------------------------- | -- | --------------- |
| 1  | Mark Cavendish        | Royaume-Uni | Sky                           | en | 4 h 27 min 30 s |
| 2  | Yauheni Hutarovich    | Biélorussie | FDJ-BigMat                    | +  | m.t             |
| 3  | Kenny van Hummel      | Pays-Bas    | Vacansoleil-DCM               |    | m.t             |
| 4  | Arnaud Démare         | France      | FDJ-BigMat                    |    | m.t             |
| 5  | Alexander Serebryakov | Russie      | Type 1-Sanofi                 |    | m.t             |
| 6  | Tom Veelers           | Pays-Bas    | Project 1t4i                  |    | m.t             |
| 7  | Sébastien Chavanel    | France      | Europcar                      |    | m.t             |
| 8  | Stefan van Dijk       | Pays-Bas    | Accent Jobs-Willems Veranda's |    | m.t             |
| 9  | Alexander Kristoff    | Norvège     | Katusha                       |    | m.t             |
| 10 | André Greipel         | Allemagne   | Lotto-Belisol                 |    | m.t             |